# Віньянелло
Віньянелло (італ. Vignanello) — муніципалітет в Італії, у регіоні Лаціо, провінція Вітербо.
Віньянелло розташований на відстані близько 60 км на північ від Рима, 15 км на схід від Вітербо.
Населення — 4724 особи (2014).
Щорічний фестиваль відбувається 3 лютого. Покровитель — святий Власій (іт. San Biagio).

## Демографія
Населення за роками:

Станом на 1 січня 2023 року в муніципалітеті офіційно проживало 339 іноземців з 37 країн, серед них 131 громадянин країн Євросоюзу та 11 громадян України.

## Сусідні муніципалітети
- Корк'яно
- Фабрика-ді-Рома
- Галлезе
- Соріано-нель-Чиміно
- Валлерано
- Вазанелло

## Персоналії
- Джованні Будзі — сучасний італійський письменник та художник.